# 合阳城街道
合阳城街道，是中华人民共和国重庆市合川区下辖的一个乡镇级行政单位。

## 行政区划
合阳城街道下辖以下地区：
将军坟社区、交通街社区、苏家街社区、久长街社区、营盘街社区、鼓楼街社区、别凡溪社区、凉亭子社区、瑞山路社区、较场坝社区、五尊社区、濮湖社区、沙坪社区、马岭村、五显村、长兴村、利川村和牟山村。